# Richard Filipescu
Richard Filipescu a fost primar al municipiului Cluj în perioada 17 februarie - 23 septembrie 1938.